# B14 (Jolle)
Die B14 ist eine 1986 von Julian Bethwaite entworfene Rennjolle mit der Anerkennung als internationale Klasse durch die International Sailing Federation.

## Design

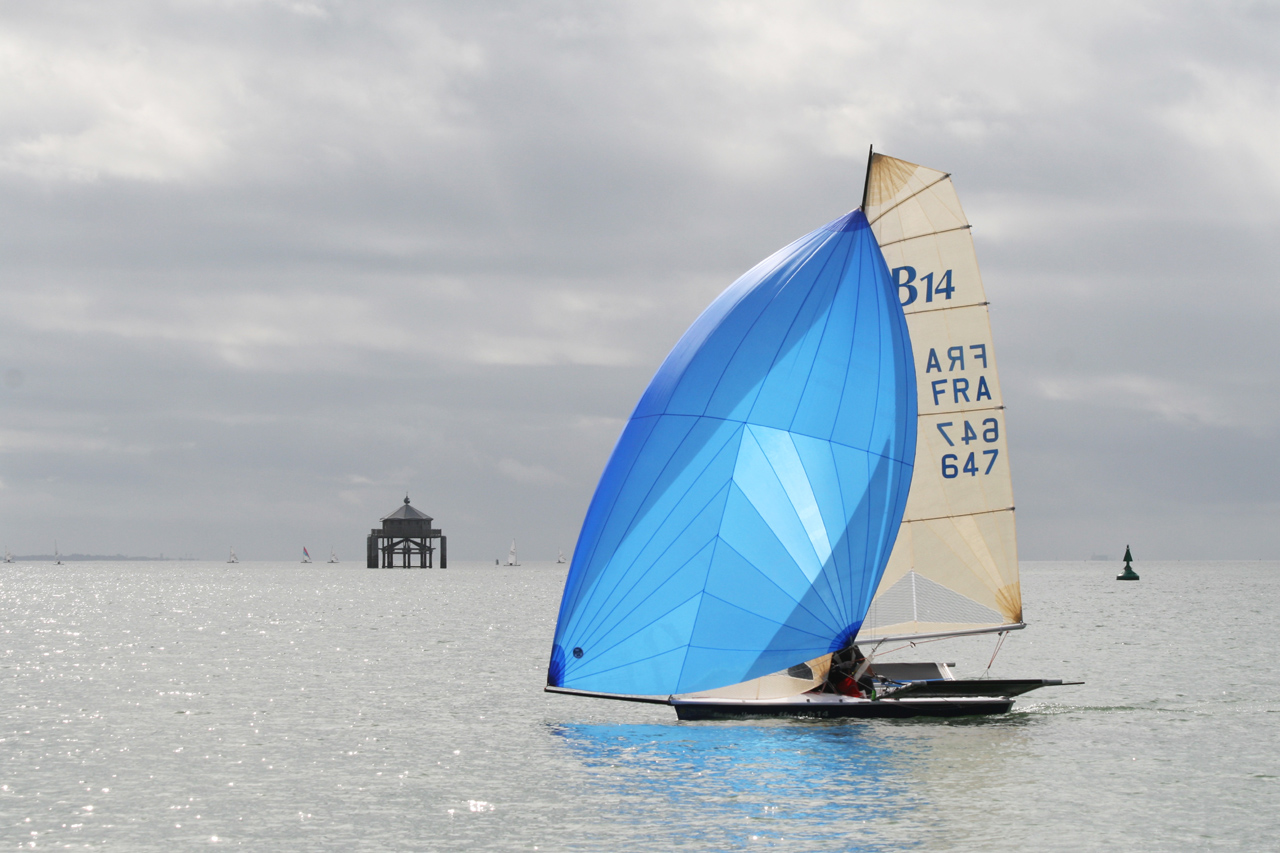
Eine B14 vor La Rochelle (2009)

Das Boot zeichnet sich durch ein selbstlenzendes offenes Heck, einen Bugspriet und einem recht weit achterlich positionierten Mast sowie flügelgleichen Auslegern, die das Trapez ersetzen, aus. Besegelt ist die B14 mit einem Großsegel, einer Fock und einem Gennaker.